# Anaulacomera latifolia
Anaulacomera latifolia är en insektsart som beskrevs av Brunner von Wattenwyl 1878. Anaulacomera latifolia ingår i släktet Anaulacomera och familjen vårtbitare. Inga underarter finns listade i Catalogue of Life.